# The Guardsman
The Guardsman (br Só Ela Sabe) é um filme norte-americano de 1931, do gênero comédia, dirigido por Sidney Franklin  e estrelado por Alfred Lunt e Lynn Fontanne.

## Produção

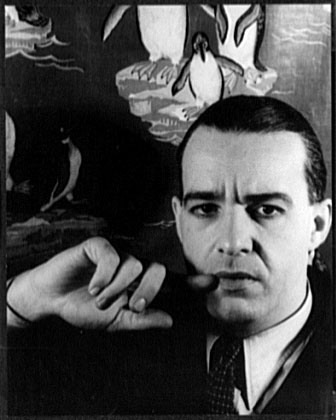
Alfred Lunt em 1932

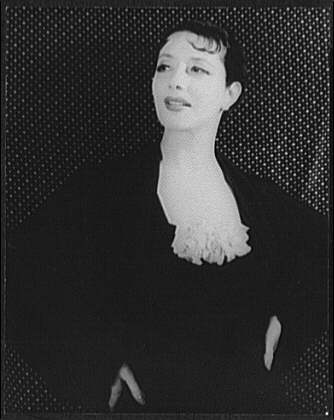
Lynn Fontanne também em 1932. Unanimidade do teatro norte-americano, Lynn Fontanne e Alfred Lunt estiveram casados durante 55 anos, até à morte dele em 1977. Fizeram em torno de meia dúzia de filmes cada um, mas, além de The Guardsman, só atuaram juntos outra vez numa participação especial em Stage Door Canteen.

The Guardsman é o primeiro e único filme estrelado por Alfred Lunt e Lynn Fontanne, o mais ilustre casal do teatr] norte-americano. Eles aceitaram o convite do produtor Irving Thalberg de transpor para as telas seu grande sucesso da Broadway, que teve 248 apresentações entre outubro de 1924 e dezembro de 1925.
O espetáculo da dupla -- e também o roteiro do filme -- originam-se na peça A Testőr, do escritor húngaro Ferenc Molnár, datada de 1910.
Leve, alegre e sofisticado, vívido e causticamente brilhante, enfim, "um charmoso tour de force", The Guardsman recebeu duas indicações ao Oscar, ambas para o lendário casal.
O filme foi refeito em 1941, como The Chocolate Soldier, estrelado por Nelson Eddy e Risë Stevens. Outra refilmagem foi Lily in Love, de 1984, com Maggie Smith e Christopher Plummer.

## Sinopse
Dois atores casados há somente seis meses são o grande sucesso da Viena da belle époque. O marido, porém, desconfia da fidelidade da esposa. Para desfazer a dúvida, ele se disfarça como um sedutor guarda russo e passa a assediá-la.

## Premiações
| Patrocinador                                  | Prêmio    | Categoria                                              | Situação  |
| --------------------------------------------- | --------- | ------------------------------------------------------ | --------- |
| Academia de Artes e Ciências Cinematográficas | Oscar     | Melhor Ator (Alfred Lunt) Melhor Atriz (Lynn Fontanne) | Indicado  |
| National Board of Review                      | NBR Award | Dez Melhores Filmes de 1931                            | Escolhido |
| Film Daily                                    |           | Dez Melhores Filmes de 1931                            | Escolhido |
| The New York Times                            |           | Dez Melhores Filmes de 1931                            | Escolhido |

## Elenco
| Ator/Atriz    | Personagem |
| ------------- | ---------- |
| Alfred Lunt   | O Ator     |
| Lynn Fontanne | A Atriz    |
| Roland Young  | O Crítico  |
| Zasu Pitts    | Liesl      |
| Maude Eburne  | Mama       |
| Herman Bring  | O Credor   |